# TGV-TMST

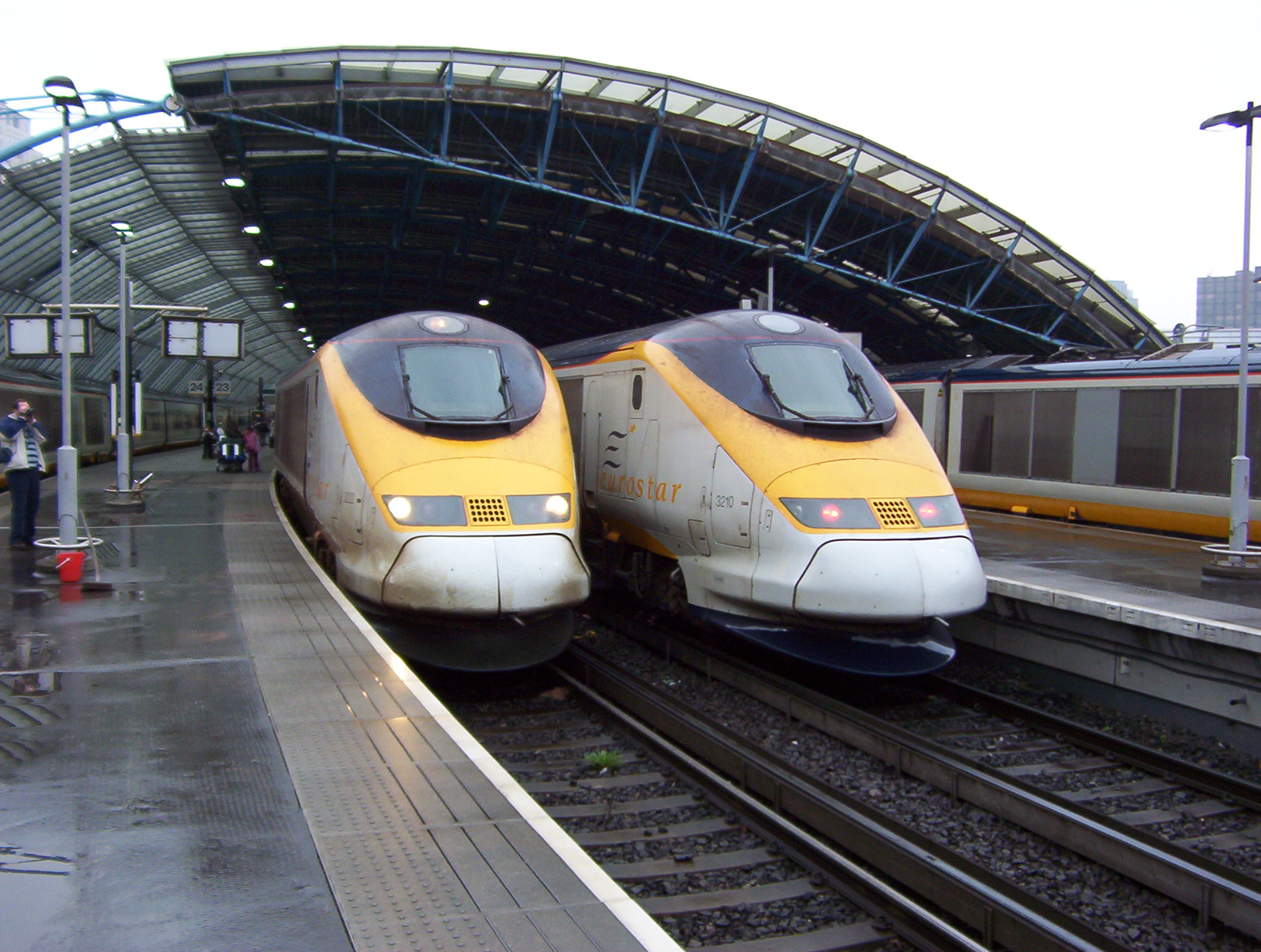
Dos trens Classe 373 a l'estació de Waterloo a Londres

El British Rail Class 373 (Classe 373 dels ferrocarrils britànics en català) o TGV-TMST és un tren d'alta velocitat que presta el servei de passatgers entre la Gran Bretanya i Europa continental a través de l'Eurotúnel amb el nom comercial d'Eurostar.
És un TGV modificat per poder ser usat en el Regne Unit i en l'Eurotúnel. Entre les diferències s'inclou una menor amplitud de gàlib (per poder ser usat en la infraestructura ferroviària britànica), motors de tracció asincrònics i elements de protecció especials per a casos d'incendi dins de l'Eurotúnel.
Class 373 (classe 373 en català) és la designació usada per a aquests trens en el sistema de classificació usat a la Gran Bretanya. A França és conegut com a TGV Sèrie 373300 i durant la seva etapa de planejament el denominaren TransManche Super Train (Super Tren Trans Canal de la Mànega).
Els trens van ser construïts per GEC-Alsthom (actualment Alstom) en les seves factories de la Rochelle (França), Belfort (França) i Washwood Heath (Anglaterra), i va entrar en servei el 1993
És el tipus de tren més ràpid del Regne Unit i posseeix el rècord britànic de velocitat ferroviària amb 334,7 km/h (208 milles per hora).

## Tipus i propietat
Es van construir dos models de trens:
- Els Three Capitals (tres capitals en català), compostos per dues unitats tractores i 18 remolcs.
- Els North of London (Nord de Londres en català), compostos per dues unitats tractores i 14 remolcs.

Tots dos tipus estan composts per dos "mitjos trens" idèntics i no articulats al centre i que, en cas d'emergència en l'Eurotúnel poden separar-se per abandonar el túnel. Cada "mig tren" està numerat independentment.
Trenta-vuit "trens complets" més un cap tractor van ser encarregats per les tres companyies ferroviàries involucrades. Setze per a la francesa SNCF, quatre per a la belga SNCB i divuit per a la britànica British Rail, dels quals set són del tipus North of London.

## Manteniment
El manteniment dels trens es realitza a cada capital. Els trens britànics, en els tallers North Pole International a l'oest de Londres; els francesos, en els tallers Li Landy al nord de París i els belgues, en els situats a Forest de Brussel·les.
Com a complement de la segona fase Channel Tunnel Rail Link s'estan construint nous tallers de manteniment a la Gran Bretanya, a l'est de Londres, prop de l'Estació Internacional de Stratford, denominats Tremp Mills i que substituiran els tallers de North Pole.

## Operació
El gruix de les operacions correspon als serveis Eurostar en les rutes des de l'estació de St. Pancras (Londres) a la Gare du Nord (París) i a l'Estació de Brussel·les Sud (Brussel·les).

## Detalls tècnics
Els trens del tipus Three Capitals tenen una capacitat per a 766 passatgers (206 en primera classe i 560 en classe "standard"). Els trens del tipus North of London tenen una capacitat per a 558 passatgers (114 en primera classe i 444 en classe estàndard).

### Alimentació elèctrica
Tots els trens són aptes per a tres tipus d'alimentació elèctrica:
- 25 kV, 50 Hz CA: per les LGV' franceses, belgues i britàniques (Channel Tunnel Rail Link) i en l'Eurotúnel.
- 3 kV CC: per a les línies belgues tradicionals.
- 750 V CC: per a les línies britàniques tradicionals usant el "tercer rail". Des de la finalització del Channel Tunnel Rail Link aquesta alimentació elèctrica no es fa servir i ha estat desinstal·lada.

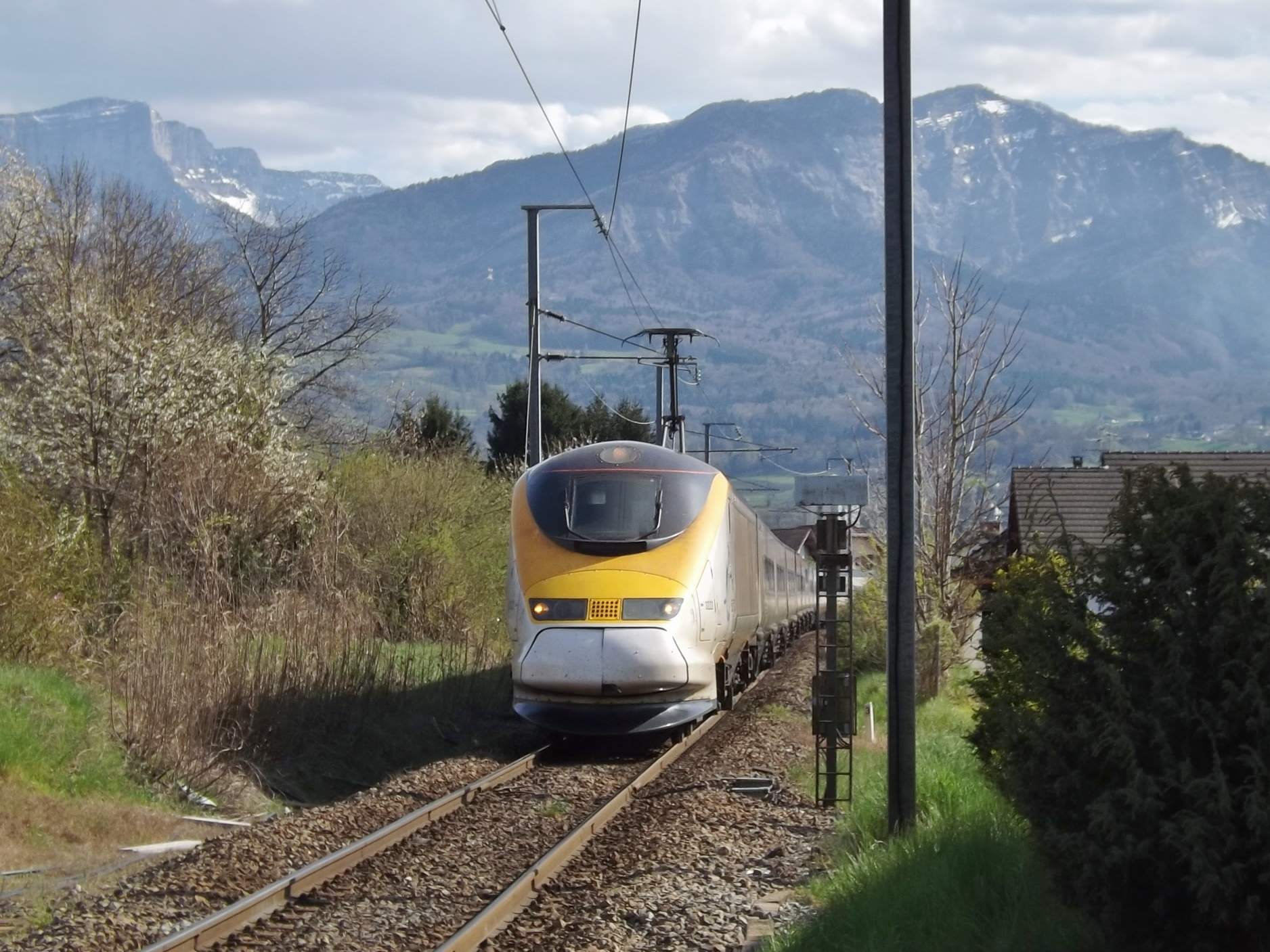
Eurostar als Alps francesos (servei d'hivern)

Així mateix, nou dels trens propietat de la francesa SNCF són aptes també per a 1.500 V CC (per circular per les línies franceses tradicionals): 6 dels 13 utilitzats per a la ruta París-Londres i els 3 utilitzats per al servei intern francès.

### Mesures
- Llarg total: 394m.
- Ample: 2,81m.
- Pes buit: 752 t.
- Pes màxim: 816 t.
- Velocitat de servei: 300 km/h.
- Potència alimentada amb 25 kV CA: 12.000 kW.
- Potència alimentada amb 3 kV CC: 5.700 kW.
- Potència alimentada amb 750 V CC: 3.400 kW.
- Bugies amb tracció: 6
- Bugies sense tracció: 18.

## Sistema de senyalització
Els trens han de ser compatibles amb els sistemes de senyalització de totes les regions on operen que són: 
- AWS: és el sistema de senyalització britànic (basat en inducció).
- TPWS: és el sistema d'alerta que complementa l'AWS.
- TVM: Transmission Voie-Machine en francès, usat en les línies LGV.
- KVB: és el sistema de senyalització de les línies franceses tradicionals (és un sistema electromecànic amb radiobalises).
- MEMOR: és el sistema de senyalització belga (electromecànic).